# Молодёжная газета (Башкортостан)
Молодёжная газета — общественно-политическая молодёжная газета Республики Башкортостан. Выходит в Уфе один раз в неделю, по четвергам, на русском языке. Освещает общественно-политическую, экономическую, социально-культурную и спортивную жизнь молодёжи.

## История газеты
«Молодёжная газета» — одно из старейших республиканских изданий.

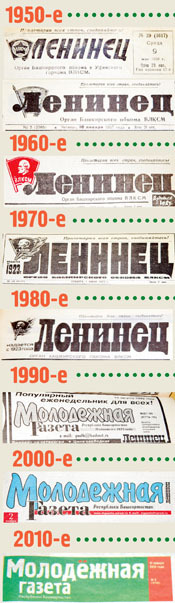
Логотипы Молодёжной газеты разных лет

12 января 1923 года вышел первый номер регулярно издающейся молодёжной газеты Башкортостана «Яшь юксыл» («Юный пролетариат») — органа Башкирского областного комитета РКСМ и издавалась на татарском языке .
Первый номер открывался передовицей «Наша газета!», в которой Областной комитет комсомола поздравлял молодёжь с началом издания регулярной газеты. В передовице говорилось, что орган обкома комсомола «Йэш юксыл» ставит своей целью информировать читателей о событиях, происходящих в республике, стране и за рубежом. Создавались отделы религии и коммунизма, литературы, науки и техники, сельского хозяйства, новостей. В первом номере была также опубликована статья «Красный флот и молодёжь».
В то время тираж газеты составлял 1000 экземпляров, она выходила один раз в неделю. В состав редколлегии газеты входили Абдрахман Абдрахманов (Булат Ишемгулов), Губай Кушаев и Даут Юлтый.
В 1925 году по указанию ЦК ВЛКСМ в республике начала издаваться комсомольская газета на башкирском языке «Башкортостан йэштаре» («Молодёжь Башкортостана»), первый номер которого вышел 27 марта на четырёх страницах. В 1926 году главным редактором «Башкортостан йэштаре» становится Габдулла Амантай, ответственным секретарём — Сагит Агиш. Активно писали в газеты в те годы Гайнан Хайри, Имай Насыри, Тухват Янаби, А. Еркей, Али Карнай, М. Хай, Ханиф Карим, Батыр Валид и другие. В 1929 году в газете появилась литературная страница.
С 1930 года газета стала издаваться под названием «Йэш коммунар» («Юный коммунар»).
С началом Великой Отечественной войны деятельность редакции газеты приостановлена.
В феврале 1951 года в Уфе возобновилось издание газеты для молодёжи, но под названием «Ленинец» («Ленинсе») на русском и башкирском языках. Выходила малым форматом, а с 1957 года — большим. Тираж «Ленинца» в первый год составил 10 тысяч экземпляров на русском языке и 5,3 тысячи на башкирском, а через шесть лет общее количество подписчиков достигло 66 тысяч.
В начале 1956 года редактором стал Ремель Дашкин. В «Ленинце» этих лет публиковались Мустай Карим, Гайнан Амири, Якуб Кулмый, Анвер Бикчентаев, Булат Рафиков, Раис Низамов, Газим Шафиков, Марсель Гафуров, Рамиль Хакимов и другие известные писатели и поэты.
К концу 80-х тираж достигал 160—170 тыс. экземпляров. Главным редактором газеты в эти годы являлся Марат Абузаров, журналистами были Дмитрий Ефремов, Евгений Воробьёв, Айрат Еникеев, Флорит Шакиров, Эльза Хорева.
В январе 1990 года на базе этого периодического издания создаются две самостоятельные редакции газет: «Ленинец» на русском языке и «Йэшлек» — на башкирском. Учредителем их стал Кабинет Министров Башкортостана. По данным на 1995 год тираж составлял 48 тыс. экз.
В январе 1996 года газета была переименована и с тех пор издаётся под названием «Молодёжная газета».
С 1 июля 2016 года «Молодёжная газета» перестала выходить в бумажном варианте и полностью перешла на электронную версию, став сетевым изданием mgazeta.com.

## Рубрики
Газета ориентируется в основном на студенческую аудиторию.
В ней представлен ряд рубрик:
- «Куда пойти учиться», «Студгородок» — информации о вузах и ссузах республики, о студенческой жизни;
- «Гость МГ» — интервью;
- «Есть такая семья» — рассказы о семейных династиях республики;
- «Мобильные новости», «Перезагрузка» — всё о передовых технологиях связи и компьютерных новинках;
- «Ветер странствий» — рассказы путешественников;
- «Спортивный четверг» — новости из мира спорта;
- «Музбазар» — новости из мира музыки и шоу-бизнеса, интервью со звёздами;
- «Остров» — литературная страничка для начинающих поэтов и писателей;
- «Домовёнок» — специальная страничка для юных читателей и их творений

и другие.

## Награды газеты
- знак отличия «Золотой фонд прессы»;
- диплом за второе место на фестивале СМИ «Вся Россия» среди детских и молодёжных изданий страны;
- диплом от Межрегиональной ассоциации полиграфистов за второе место во всероссийском конкурсе «Метранпаж» за лучшее художественно-техническое оформление и полиграфическое исполнение.